# 바이커 보이즈
바이커 보이즈(Biker Boyz)는 미국에서 제작된 레지 록 바이스우드 감독의 2003년 액션, 드라마, 범죄 영화이다. 로렌스 피시번 등이 주연으로 출연하였고 스테파니 알레인 등이 제작에 참여하였다.

## 출연

### 주연
- 로렌스 피시번
- 라렌즈 테이트

### 조연
- 메건 굿
- 타이슨 벡포드
- 디온 바스코
- 단테 바스코
- 브렌단 페어

## 제작진
- 협력프로듀서: 로이 샤론
- 미술: 세실리아 몬티엘
- 의상: 리타 맥기
- 시각효과부문: 대니 김
- 배역: 체민 실비아 버나드
- 배역: 킴 하딘